# Racing Club de France (natation)
Le Racing Club de France, dénommé Lagardère Paris Racing depuis 2006, est un club français de natation, plus précisément la section des sports aquatique du Racing Club de France. Avec 319 titres de champion de France à la saison 2007-2008, le club est l'un des plus récompensés en France. Les nageurs licenciés s'entraînent dans deux piscines : la piscine Eblé à Paris, et la piscine olympique de Colombes situé dans les Hauts-de-Seine.

## Histoire
En 1935, Alfred Nakache offre au Racing son premier titre national de natation sur 100 mètres nage libre.
Depuis 2006, le club, repris par l'industriel Arnaud Lagardère, a été rebaptisé le Lagardère Paris Racing.

## Palmarès

### Championnats de France interclubs
Le Racing club de France a remporté dix titres lors des Championnats de France interclubs de natation, huit chez les hommes et deux chez les femmes.

### Championnats de France en grand bassin
|                          | Messieurs  | Dames      |
| ------------------------ | ---------- | ---------- |
| 50 m NL                  | 7          | 1          |
| 100 m NL                 | 24         | 4          |
| 200 m NL                 | 11         | 0          |
| 400 m NL                 | 17         | 1          |
| 800 m NL                 | 0          | 0          |
| 1 500 m NL               | 14         | 0          |
| 50 m dos                 | 6          | 2          |
| 100 m dos                | 21         | 30         |
| 200 m dos                | 13         | 13         |
| 50 m brasse              | 2          | 0          |
| 100 m brasse             | 9          | 6          |
| 200 m brasse             | 12         | 5          |
| 50 m papillon            | 3          | 1          |
| 100 m papillon           | 3          | 13         |
| 200 m papillon           | 9          | 8          |
| 200 m 4 nages            | 6          | 4          |
| 400 m 4 nages            | 11         | 9          |
| 4 × 100 m NL             | 14         | 11         |
| 4 × 200 m NL             | 20         | 1          |
| 4 × 100 m 4 nages        | 16         | 12         |
| Total fin de saison 2008 | 218 titres | 121 titres |

## Principaux nageurs et entraîneurs
| Anciens | Actuellement licenciés | Entraîneurs                                                      |
| --- | --- | ---------------------------------------------------------------- |
| - Pierre Andraca - Monique Berlioux - Ivan Boutteville - Christine Caron - Stéphan Caron - Alain Gottvallès - Franck Iacono - Salim Iles (ALG) - Franck Schott - Nathalie Saint-Cyr - Damien Cucumel - Tiphaine Hegy - Virginie Le Pêcheur - Stéphanie Vasseur - Bérénice Lortet - Reda Boutaghou - Christiane Lacoste | - Amaury Leveaux - Aurélien Leveaux - Sébastien Bodet - Antoine Galavtine - Alena Popchanka - Pierre Roger - Benjamin Stasiulis - Darian Townsend (RSA) - Federica Pellegrini (ITA) - Luca Marin (ITA) - Camelia Potec (ROU) | - Philippe Lucas - Stéphane Bardoux - Aldo Eminente - Anna Arato |